# 百里飛行場連絡道路
百里飛行場連絡道路（ひゃくりひこうじょうれんらくどうろ）は、茨城県小美玉市の茨城空港（百里飛行場）とその周辺を結ぶ地域高規格道路である。国交省のウェブサイトでは「千代田石岡バイパスを含む百里飛行場連絡道路を整備することにより、茨城空港へのアクセス時間が向上します」としており、国道6号千代田石岡バイパスも含まれる。また、常磐自動車道の石岡小美玉スマートインターチェンジに接続する茨城空港アクセス道路とは別の存在である。小美玉市の資料では「百里飛行場南北線」の名称で触れられている。

## 概要
- 総延長 : 30 km
- 起点 : 茨城県東茨城郡茨城町大字鳥羽田（東関東自動車道 茨城空港北IC）
- 終点 : 茨城県かすみがうら市下志筑（常磐自動車道 千代田石岡IC）

## 歴史
- 1998年（平成10年）6月 「百里飛行場連絡道路」が地域高規格道路の計画路線に指定。
- 2004年 : 7月 千代田石岡バイパス（かすみがうら市市川～石岡市東大橋、延長5.8km）の整備区間工事着手